# 1824
| [ Edytuj tabelę ]                                   | |
| Król Polski (tytularny)                             | - 1815 Aleksander I Romanow 1825 |
| Emir Afganistanu                                    | - 1818 Al-Rajuo Ballaha 1842 |
| Współksiążęta Andory                                | - 1817 Bernat Francés y Caballero 1824 - 1824 Isidor Bonifaci López y Pulido 1827 - 1815 Ludwik XVIII 1824 - 1824 Karol X Burbon 1830                |
| Cesarz Austrii                                      | - 1804 Franciszek II Habsburg 1835 |
| Król Bawarii                                        | - 1805 Maksymilian I Józef 1825 |
| Cesarz Brazylii                                     | - 1822 Pedro I 1831 |
| Sułtan Brunei                                       | - 1807 Muhammad Kanzul Alam 1829 |
| Cesarz Chin                                         | - 1820 Daoguang 1850 |
| Król Czech                                          | - 1792 Franciszek II Habsburg 1835 |
| Król Danii                                          | - 1808 Fryderyk VI 1839 |
| Dalajlama                                           | - 1816 Cultrim Gjaco 1837 |
| Władca Egiptu                                       | - 1805 Muhammad Ali 1848 |
| Premier Francji                                     | - 1821 Jean-Baptiste de Villèle 1828 |
| Król Francji                                        | - 1815 Ludwik XVIII 1824 - 1824 Karol X Burbon 1830                                                                                                  |
| Prezydent Haiti                                     | - 1818 Jean-Pierre Boyer 1843 |
| Król Hawajów                                        | - 1819 Kamehameha II 1824 - 1824 Kamehameha III 1854                                                                                                 |
| Król Hiszpanii                                      | - 1813 Ferdynand VII 1833 |
| Król Holandii                                       | - 1815 Wilhelm I 1840 |
| Szach Iranu                                         | - 1797 Fath Ali Szah 1834 |
| Państwo Wielkich Mogołów                            | - 1806 Akbar Szah II 1837 |
| Król Irlandii                                       | - 1820 Jerzy IV Hanowerski 1830 |
| Cesarz Japonii                                      | - 1817 Ninkō 1846 |
| Kalif                                               | - 1808 Mahmud II 1839 |
| Patriarcha Konstantynopola                          | - 1822 Antym III 1824 - 1824 Chryzant I 1826 |
| Władca Korei                                        | - 1800 Sunjo 1834 |
| Emir Kuwejtu                                        | - 1814 Dżabir I 1859 |
| Książę Liechtensteinu                               | - 1805 Jan I 1836 |
| Wielki książę Luksemburga                           | - 1815 Wilhelm I 1840 |
| Sułtan Maroka                                       | - 1822 Abd ar-Rahman 1859 |
| Prezydent Meksyku                                   | - 1823 Pedro Celestino Negrete 1824 - 1824 Guadalupe Victoria 1829                                                                                   |
| Książę Monako                                       | - 1819 Honoriusz V 1841 |
| Król Nawarry                                        | - 1814 Ludwik XVIII 1824 - 1824 Karol X 1830 |
| Król Nepalu                                         | - 1816 Rajendra 1847 |
| Premier Nepalu                                      | - 1806 Bhimsen Thapa 1837 |
| Król Norwegii                                       | - 1818 Karol III Jan 1844 |
| Sułtan Omanu                                        | - 1807 Sa’id ibn Sultan 1856 |
| Papież                                              | - 1823 Leon XII 1829 |
| Konsul Paragwaju                                    | - 1814 José Gaspar Rodríguez de Francia 1840 |
| Książę Parmy i Piacenzy                             | - 1814 Maria Ludwika 1847 |
| Prezydent Peru                                      | - 1823 José Bernardo de Tagle 1824 - 1824 Simón Bolívar 1826                                                                                         |
| Król Portugalii                                     | - 1816 Jan VI 1826 |
| Król Prus                                           | - 1797 Fryderyk Wilhelm III 1840 |
| Car Rosji                                           | - 1801 Aleksander I 1825 |
| Król Saksonii                                       | - 1806 Fryderyk August I 1827 |
| Kapitanowie Regenci San Marino                      | - 1823 Francesco Maria Belluzzi Filippo Filippi 1824 - 1824 Lodovico Belluzzi Vincenzo Braschi 1824 - 1824 Luigi Giannini Bartolomeo Bartolotti 1825 |
| Książę Serbii                                       | - 1815 Miłosz I Obrenowić 1839 |
| Król Sardynii                                       | - 1821 Karol Feliks 1831 |
| Król Szwecji                                        | - 1818 Karol XIV Jan 1844 |
| Król Tajlandii                                      | - 1809 Buddha Loetla Nabhalai 1824 - 1824 Rama III 1851                                                                                              |
| Sułtan Turków                                       | - 1808 Mahmud II 1839 |
| Prezydent USA                                       | - 1817 James Monroe 1825 |
| Król Węgier                                         | - 1792 Franciszek 1835 |
| Monarcha Wielkiej Brytanii                          | - 1820 Jerzy IV 1830 |
| Premier Wielkiej Brytanii                           | - 1812 Robert Jenkinson 1827 |
| Cesarz Wietnamu                                     | - 1820 Minh Mạng 1841 |
| Prezydent Wielkiej Kolumbii                         | - 1819 Simón Bolívar 1830 |
| Prezydent Zjednoczonych Prowincji Ameryki Środkowej | - 1823 José Cecilo del Valle 1825 |

Rok 1824 / MDCCCXXIV
stulecia: XVIII wiek ~
XIX wiek ~
XX wiek

dziesięciolecia:
1790–1799 •
1800–1809 •
1810–1819 •
1820–1829
• 1830–1839
• 1840–1849
• 1850–1859

lata: 1814 «
1819 «
1820 «
1821 «
1822 «
1823 «
1824
» 1825
» 1826
» 1827
» 1828
» 1829
» 1834

## Wydarzenia w Polsce
- Rozbicie Towarzystwa Filaretów i Filomatów. Procesy i zesłania członków tych stowarzyszeń. Wśród skazanych znaleźli się Adam Mickiewicz i Tomasz Zan.
- Procesy członków Wolnomularstwa Narodowego i Towarzystwa Patriotycznego.
- Pierwsze obserwacje meteorologiczne w Karkonoszach (Śnieżka – początek 10 letnich obserwacji sezonowych temperatury i ciśnienia).

## Wydarzenia na świecie
- 5 marca – wybuchła I wojna brytyjsko-birmańska.
- 11 marca – przy Departamencie Wojny USA utworzono Biuro do spraw Indian.
- 13 kwietnia – została zawarta unia personalna pomiędzy Prusami Zachodnimi i Prusami Wschodnimi.
- 22 kwietnia – Juan Manuel Rodríguez został prezydentem Salwadoru.
- 24 kwietnia – wojna o niepodległość Grecji: na wysepce Elafonisi u wybrzeży Krety oddziały tureckie wymordowały około 600 kobiet i dzieci.
- 5 maja – papież Leon XII w encyklice Ubi primum potępił Towarzystwa Biblijne oraz ideę dokonywania przekładów Biblii na „języki pospolite”, tzn. narodowe.
- 7 maja – Wiedeń: premiera IX Symfonii Ludwiga van Beethovena ze słynną „Odą do radości” do tekstu Fryderyka Schillera w finale.
- 10 maja – w Londynie otwarto Galerię Narodową.
- 11 maja – I wojna brytyjsko-birmańska: wojska brytyjskie zaatakowały Rangun.
- 17 maja – rozpoczął działalność Sąd Najwyższy Nowej Południowej Walii.
- 27 maja – papież Leon XII ogłosił rok 1825 Rokiem Świętym.
- 21 czerwca – wojna o niepodległość Grecji: wojska tureckie wylądowały na wyspie Psara i dokonały rzezi 15 tys. Greków.
- 21 lipca – Rama III został królem Syjamu.
- 25 lipca – Kostaryka zaanektowała prowincję Guanacaste.
- 6 sierpnia – w bitwie w dolinie Junin w Peru wojska Simona Bolivara pokonały Hiszpanów.
- 4 października – Meksyk stał się republiką.
- 9 października – w Kostaryce zniesiono niewolnictwo.
- 21 października – Anglik Joseph Aspdin opatentował cement portlandzki.
- 19 listopada – w wyniku nagłej powodzi Sankt Petersburga poniosło śmierć około 10 tys. ludzi.
- 3 grudnia – wojna o niepodległość Peru: zwycięstwo wojsk hiszpańskich w bitwie pod Corpahuaico.
- 9 grudnia – mimo przewagi liczebnej wojska hiszpańskie przegrały pod Ayacucho bitwę z separatystami (wojska kolonistów z Wenezueli, Kolumbii, Argentyny, Peru i Chile) dowodzonymi przez generała Antonia Joségo de Sucre, podkomendnego Simóna Bolívara; bitwa ta zadecydowała o końcu kolonialnego panowania Hiszpanów w Ameryce Łacińskiej.

## Urodzili się
- 1 stycznia – Albert Parlow, niemiecki kompozytor i muzyk wojskowy (zm. 1888)
- 8 stycznia – Wilkie Collins, brytyjski pisarz (zm. 1889)
- 11 stycznia – Johann Schneider, niemiecki duchowny katolicki, Sługa Boży (zm. 1876)
- 13 stycznia – Ignacy Komorowski, polski kompozytor i wiolonczelista (zm. 1857)
- 15 stycznia - Marie Duplessis, francuska kurtyzana (zm. 1847)
- 7 lutego – William Huggins, brytyjski astronom i fizyk, pionier spektroskopii (zm. 1910)
- 1 marca – Jan Bonnard, francuski misjonarz, męczennik, święty katolicki (zm. 1852)
- 2 marca – Bedřich Smetana, czeski kompozytor (zm. 1884)
- 4 marca - Edward Dzwonkowski, polski ziemianin, polityk (zm. 1887)
- 9 marca - Leland Stanford, amerykański przemysłowiec, polityk, senator ze stanu Kalifornia (zm. 1893)
- 19 marca – Heinrich Hofmann, niemiecki malarz (zm. 1911)
- 22 marca – Kazimierz Kantak, polski działacz polityczny i społeczny (zm. 1886)
- 23 marca – Zygmunt Miłkowski, właśc. Teodor Tomasz Jeż, polski pisarz i działacz niepodległościowy (zm. 1915)
- 1 kwietnia – Ludwik Zefiryn Moreau, kanadyjski biskup katolicki, błogosławiony (zm. 1901)
- 3 kwietnia – Maciej Sieczka, przewodnik tatrzański (zm. 1897)
- 11 kwietnia - Johanna von Puttkamer, pomorska szlachcianka, żona kanclerza Ottona von Bismarcka (zm. 1894)
- 1 maja – Alexander William Williamson, angielski chemik (zm. 1904)
- 2 maja – Zygmunt Jordan, generał wojsk polskich w czasie powstania styczniowego (zm. 1866)
- 9 maja - Konstanty Branicki, polski ziemianin, przyrodnik (zm. 1884)
- 23 maja - Ambrose Burnside, amerykański generał major, polityk, senator ze stanu Rhode Island (zm. 1881)
- 6 czerwca – Izaak Mikołaj Isakowicz, zwany „Złotoustym”, arcybiskup lwowski obrządku ormiańskiego, polski patriota (zm. 1901)
- 16 czerwca – Adolf Krummacher, protestancki teolog i tekściarz kościelnych piosenek (zm. 1884)
- 20 czerwca - John Tyler Morgan, amerykański polityk, senator ze stanu Alabama (zm. 1907)
- 22 czerwca - Aleksandra Borkowska, polska działaczka społeczna, pisarka (zm. 1898)
- 23 czerwca – Carl Reinecke, niemiecki kompozytor, pianista, dyrygent i pedagog (zm. 1910)
- 26 czerwca – Lord Kelvin, brytyjski fizyk pochodzenia irlandzkiego, matematyk oraz przyrodnik (zm. 1907)
- 8 lipca – Włodzimierz Krzyżanowski, polski i amerykański generał, polityk (zm. 1887)
- 10 lipca – Wawrzyniec Żmurko, polski matematyk, uważany za prekursora lwowskiej szkoły matematycznej (zm. 1889)
- 11 lipca – Adolphe Samuel, belgijski kompozytor i krytyk muzyczny (zm. 1898)
- 21 lipca - Stanley Matthews, amerykański prawnik, polityk, senator ze stanu Ohio (zm. 1889)
- 27 lipca – Alexandre Dumas (syn), francuski pisarz i dramaturg (zm. 1895)
- 9 sierpnia - William Pinkney Whyte, amerykański polityk, senator ze stanu Maryland (zm. 1908)
- 14 sierpnia - Arthur Johnson Hobrecht, niemiecki polityk, nadburmistrz Wrocławia (zm. 1912)
- 31 sierpnia – Alexander Hugo Bakker Korff, holenderski malarz, rysownik (zm. 1882)
- 4 września – Anton Bruckner, austriacki kompozytor (zm. 1896)
- 15 września - Adeline Dutton Train Whitney, amerykańska poetka, pisarka (zm. 1906)
- 27 września – Benjamin Apthorp Gould, amerykański astronom (zm. 1896)
- 9 października – Włodzimierz Wolski, polski poeta (zm. 1882)
- 18 października - Leopold Moczygemba, polski franciszkanin (zm. 1891)
- 18 listopada - Amalia Eriksson, szwedzka piekarka i cukierniczka (zm. 1923)
- 14 grudnia – Pierre Puvis de Chavannes, francuski malarz (zm. 1898)
- 24 grudnia
  - Adeline, hrabina Cardigan i Lancastre, brytyjska arystokratka, pisarka, kurtyzana (zm. 1915)
  - Peter Cornelius, niemiecki kompozytor, poeta (zm. 1874)
- data dzienna nieznana: 
  - Henryk Woliński, polski prawnik, prezydent Lublina (zm. 1895)
  - Agata Yi, koreańska męczennica, święta katolicka (zm. 1840)
  - Władysław Zawadzki, polski historyk i publicysta (zm. 1891)

## Zmarli
- 1 stycznia – Wincenty Maria Strambi, włoski biskup, pasjonista, święty (ur. 1745)
- 9 lutego – Anna Katarzyna Emmerich, niemiecka mistyczka, błogosławiona katolicka (ur. 1774)
- 18 marca – Dionizy Stanetti von Falkenfels, austriacki inżynier górniczy, długoletni naczelnik kopalni soli w Bochni (ur. 1747);
- 19 kwietnia – George Byron, poeta angielski (ur. 1788)
- 29 kwietnia – Maria Magdalena od Wcielenia, włoska zakonnica, założycielka Adoratorek Najświętszego Sakramentu (ur. 1770)
- 18 czerwca – Ferdynand III, wielki książę Toskanii (ur. 1769)
- 16 września – Ludwik XVIII Burbon, król Francji (ur. 1755)
- 25 listopada – Kazimierz Raczyński, polski generał, uczestnik konfederacji targowickiej (ur. 1739)
- 21 grudnia – James Parkinson, angielski lekarz (ur. 1755)
- data dzienna nieznana: 
  - Antoni Gołaszewski, polski duchowny katolicki, biskup przemyski (ur. 1745)

## Święta ruchome
- Tłusty czwartek: 26 lutego
- Ostatki: 2 marca
- Popielec: 3 marca
- Niedziela Palmowa: 11 kwietnia
- Wielki Czwartek: 15 kwietnia
- Wielki Piątek: 16 kwietnia
- Wielka Sobota: 17 kwietnia
- Wielkanoc: 18 kwietnia
- Poniedziałek Wielkanocny: 19 kwietnia
- Wniebowstąpienie Pańskie: 27 maja
- Zesłanie Ducha Świętego: 6 czerwca
- Boże Ciało: 17 czerwca